# Núi Elgon
Núi Elgon là một ngọn núi lửa dạng khiên ngừng hoạt động ở biên giới Uganda và Kenya, ở phía đông châu Phi. Miệng của núi lửa này rộng 8 km và có nhiều đỉnh núi nhô lên, trong đó Wagagai là đỉnh núi cao nhất với độ cao 4.321 m (14.177 ft). Khu vực sườn và chân núi màu mỡ là nơi trồng cà phê và chuối, còn các khu vực đất hoang nằm ở độ cao từ 3050 m trở lên.